# Thomas Partey
Thomas Teye Partey (Odumasi Krobo, 13 juni 1993) is een Ghanees voetballer die doorgaans als defensieve middenvelder speelt. Hij verruilde Atlético Madrid in oktober 2020 voor Arsenal. Partey debuteerde in 2016 in het Ghanees voetbalelftal.

## Clubcarrière

### Atlético Madrid
Partey speelde in Ghana voor Odometah FC. In 2011 tekende hij een contract bij Atlético Madrid, waar hij een jaar later bij het tweede elftal werd gehaald. Op 10 maart 2013 zat hij in de wedstrijdselectie voor een competitiewedstrijd tegen Real Sociedad.

#### Verhuur aan Mallorca en Almería
Atlético verhuurde Partey in juli 2013 voor het volledige voetbalseizoen 2013/14 aan RCD Mallorca. Op 18 augustus 2013 debuteerde hij voor Mallorca in de Segunda División, tegen CE Sabadell. Deze wedstrijd werd met 4–0 verloren. Op 15 september 2020 maakte hij zijn eerste professionele doelpunt, tegen Hércules CF. Atlético verhuurde Partey gedurende het seizoen 2014/15 voor een tweede seizoen op rij, aan UD Almería. Op 23 augustus 2014 debuteerde hij namens deze club in de Primera División, bij een 1–1 gelijkspel tegen RCD Espanyol. Op 11 april 2015 maakte Partey zijn eerste doelpunten in de Primera División. Hij was verantwoordelijk voor de 1–0 en de 3–0 bij een 3–0 overwinning op Granada CF. Almería degradeerde dat seizoen uit de Primera División.

#### Terugkeer bij Atlético Madrid
Op 28 november 2015 maakte Partey zijn debuut voor het eerste elftal van Atlético Madrid, tegen Espanyol. In de tweede helft verving hij Luciano Vietto in de met 1–0 gewonnen competitiewedstrijd. Op 17 december 2015 was Partey voor het eerst trefzeker voor Atlético Madrid, in de met 1–0 gewonnen wedstrijd tegen Reus Deportiu voor de Copa del Rey. Op 2 januari 2016 maakte Partey ook zijn eerste competitiedoelpunt voor Atlético Madrid, tegen Levante, acht minuten nadat hij binnen de lijnen kwam voor Jackson Martínez. Opnieuw bleek zijn doelpunt de enige van de wedstrijd. Op 5 april 2016 speelde Partey zijn eerste wedstrijd op internationaal niveau, door Antoine Griezmann te vervangen in de wedstrijd tegen FC Barcelona in de kwartfinale van de Champions League. Ondanks dat deze wedstrijd verloren werd, bereikte Atlético later dat seizoen de finale van dit toernooi. Na een strafschoppenserie bleek stadsgenoot Real Madrid te sterk. Vlak voor het einde van de verlenging kwam Partey binnen de lijnen voor Koke.
Op 15 januari 2017 tekende Partey een nieuw contract, waarmee hij zich tot 2022 verbond met Atlético. Op 31 oktober 2017 maakte Partey zijn eerste Champions League-doelpunt, tegen FK Qarabağ (1–1), waarmee hij de eerste Afrikaanse speler werd die scoorde voor Atlético in de Champions League. Op 1 maart 2018 verlengde hij zijn contract bij Atlético met één jaar. Op 16 mei 2018 won Atlético de Europa League door in de finale met 3–0 Olympique Marseille te verslaan. Vlak voor tijd verving Partey Ángel Correa. Op 15 augustus 2018 won Atlético met 4–2 van Real Madrid in de strijd om de UEFA Super Cup. Partey kwam in de blessuretijd van de reguliere speeltijd van de bank om Thomas Lemar te vervangen en gaf de assist bij de 3–2 van Saúl Ñíguez. In Partey's laatste seizoen bij Atlético zorgde hij voor vier doelpunten in 46 wedstrijden.

### Arsenal FC
Op 5 oktober 2020 maakte Partey de overstap naar de Premier League nadat Arsenal zijn vertrekclausule van €50 miljoen activeerde, waarmee hij de duurste Ghanese voetballer aller tijden werd sinds Michael Essien.

## Clubstatistieken
| Seizoen         | Club            | Competitie       | Competitie | Competitie | Beker | Beker | Internationaal | Internationaal | Overig | Overig | Totaal | Totaal |
| Seizoen         | Club            | Competitie       | Wed.       | Dlp.       | Wed.  | Dlp.  | Wed.           | Dlp.           | Wed.   | Dlp.   | Wed.   | Dlp.   |
| --------------- | --------------- | ---------------- | ---------- | ---------- | ----- | ----- | -------------- | -------------- | ------ | ------ | ------ | ------ |
| 2013/14         | → RCD Mallorca  | Segunda División | 37         | 5          | 1     | 0     | —              | —              | —      | —      | 38     | 5      |
| Club totaal     | Club totaal     | Club totaal      | 37         | 5          | 1     | 0     | 0              | 0              | 0      | 0      | 38     | 5      |
| 2014/15         | → UD Almería    | Primera División | 31         | 4          | 1     | 0     | —              | —              | —      | —      | 32     | 4      |
| Club totaal     | Club totaal     | Club totaal      | 31         | 4          | 1     | 0     | 0              | 0              | 0      | 0      | 32     | 4      |
| 2015/16         | Atlético Madrid | Primera División | 13         | 2          | 5     | 1     | 5              | 0              | —      | —      | 23     | 3      |
| 2016/17         | Atlético Madrid | Primera División | 16         | 1          | 2     | 0     | 6              | 0              | —      | —      | 24     | 1      |
| 2017/18         | Atlético Madrid | Primera División | 33         | 3          | 3     | 1     | 14             | 1              | —      | —      | 50     | 5      |
| 2018/19         | Atlético Madrid | Primera División | 32         | 3          | 3     | 0     | 6              | 0              | 1      | 0      | 42     | 3      |
| 2019/20         | Atlético Madrid | Primera División | 35         | 3          | 1     | 0     | 8              | 1              | 2      | 0      | 46     | 4      |
| 2020/21         | Atlético Madrid | Primera División | 3          | 0          | 0     | 0     | 0              | 0              | —      | —      | 3      | 0      |
| Club totaal     | Club totaal     | Club totaal      | 132        | 12         | 14    | 2     | 39             | 2              | 3      | 0      | 188    | 16     |
| 2020/21         | Arsenal         | Premier League   | 24         | 0          | 1     | 0     | 8              | 0              | 0      | 0      | 33     | 0      |
| 2021/22         | Arsenal         | Premier League   | 24         | 2          | 2     | 0     | 0              | 0              | 0      | 0      | 26     | 2      |
| 2022/23         | Arsenal         | Premier League   | 33         | 3          | 1     | 0     | 6              | 0              | 0      | 0      | 40     | 3      |
| 2023/24         | Arsenal         | Premier League   | 5          | 0          | 0     | 0     | 0              | 0              | 1      | 0      | 6      | 0      |
| Club totaal     | Club totaal     | Club totaal      | 86         | 5          | 4     | 0     | 14             | 0              | 1      | 0      | 105    | 5      |
| Carrière totaal | Carrière totaal | Carrière totaal  | 286        | 26         | 19    | 2     | 53             | 2              | 4      | 0      | 363    | 30     |

Bijgewerkt op 5 maart 2024 

## Interlandcarrière
Partey debuteerde op 5 mei 2016 in het Ghanees voetbalelftal, in een met 0–2 gewonnen kwalificatiewedstrijd voor de Afrika Cup in en tegen Mauritius. Tien minuten voor tijd betrad hij het veld als vervanger voor Frank Acheampong. In 2017 werd Partey door bondscoach Avram Grant geselecteerd voor de Ghanese ploeg op de Afrika Cup 2017. Alleen in de derde groepswedstrijd tegen Egypte kwam hij niet in actie. Ghana werd in de halve finale uitgeschakeld door Kameroen (2–0), waarna de troostfinale ook verloren werd, met 1–0 van Burkina Faso, de verrassing van het toernooi. Op 5 september 2017 maakte Partey voor het eerst in zijn carrière een hattrick, in de WK-kwalificatiewedstrijd tegen Congo-Brazzaville. Partey maakte ook deel uit van de Ghanese selectie op het Afrikaans kampioenschap van 2019. Hij was een van de belangrijkste spelers en was trefzeker in de laatste groepswedstrijd tegen Guinee-Bissau. De achtste finale bleek het eindstation voor Ghana op het Afrikaans kampioenschap. Ondanks de benutte penalty van Partey won tegenstander Tunesië na een strafschoppenreeks.

## Erelijst
| UEFA Europa League | 1x | 2017/18 |
| UEFA Super Cup     | 1x | 2018    |

## Privé
In maart 2022 bekeerde Partey zich tot de islam in een moskee in Londen. Kort daarna trad Partey in het huwelijksbootje met een Marokkaanse genaamd Sara Bella.
2 Saliba ·
3 Tierney ·
4 White ·
5 Partey ·
6 Gabriel ·
7 Saka ·
8 Ødegaard ·
9 Jesus ·
11 Martinelli ·
12 Timber ·
15 Kiwior ·
17 Zintsjenko ·
18 Tomiyasu ·
19 Trossard ·
20 Jorginho ·
22 Raya ·
23 Merino ·
29 Havertz ·
30 Sterling ·
32 Neto ·
33 Calafiori ·
41 Rice ·
49 Lewis-Skelly ·
53 Nwaneri ·
Coach: Arteta
· Assistent-coach: Stuivenberg
1 Ati-Zigi ·
2 Lamptey ·
3 Odoi ·
4 Salisu ·
5 Partey ·
6 Owusu ·
7 Issahaku ·
8 Kyereh ·
9 J. Ayew ·
10 A. Ayew  ·
11 Bukari ·
12 Danlad ·
13 Afriyie ·
14 Mensah ·
15 Aidoo ·
16 Nurudeen ·
17 Rahman ·
18 Amartey ·
19 Williams ·
20 Kudus ·
21 Abdul Samed ·
22 Sulemana ·
23 Djiku ·
24 Sowah ·
25 Semenyo ·
26 Seidu ·
Coach: Addo